# 実録 福田和子
『実録 福田和子』（じつろく ふくだかずこ）は、フジテレビ系列で2002年8月2日の21:00 - 22:52（JST、金曜エンタテイメント枠）に放送されたテレビドラマである。

## 解説
- 1982年に起きた「松山ホステス殺害事件」の犯人・福田和子の半生を本人の手記『涙の谷—私の逃亡、十四年と十一カ月十日』（扶桑社、1999年）をもとに描いた実録ドラマ。
- 第20回ATP賞優秀賞受賞。

## キャスト
- 福田和子 - 大竹しのぶ
- 藤井栄一郎 - 佐野史郎
- 赤木広一 - 山田孝之： 和子の最初の夫との間にできた長男
- 福田隆志 - 段田安則： 和子の2番目の夫
- 今井里子 - 藤田弓子： スナックのママ
- 石野時雄 - 羽場裕一
- 赤木由紀子 - 赤座美代子： 和子の母
- 赤木晴香 - 奈良麻莉亜

## スタッフ
- 原作：福田和子『涙の谷—私の逃亡、十四年と十一カ月十日』（扶桑社、1999年）
- 企画：長部聡介
- 撮影技術：浅野仙夫
- 照明：田部谷正俊
- 音声：吉田登
- 映像：青田保夫
- 編集：深沢佳文
- ライン編集：飯塚守
- プロデューサー：中山和記
- プロデューサー補：柳沢典子
- キャスティングプロデュース：木村元子
- 技術プロデューサー：佐々木俊幸
- 美術プロデューサー：杉川廣明
- 美術進行：吉見邦弘
- 装飾：木村光男
- 持道具：平田貴幸
- 衣裳：中山邦夫
- メイク：小林志保美
- 美術車輌：明送
- 広報：猪熊伴子
- 脚本：神山由美子
- 演出：福本義人
- 演出補：徳市敏之
- 記録：手島優子
- 音響効果：塚田益章
- MA：宮下貴江
- ナレーション：近藤サト
- 制作担当：丸山昌夫
- 制作主任：大和田晃、青木義章
- 協力：バスク、フジアール
- 企画制作：フジテレビ
- 制作著作：共同テレビ